# Spooked (Pretty Maids)
Spooked è il settimo album in studio dei Pretty Maids, uscito nel 1997 per l'Etichetta discografica Massacre Records.

## Tracce
Tutte le canzoni sono scritte da Ronnie Atkins e da Ken Hammer, tranne dove indicato.
1. Resurrection (Intro) - 2:40 - (Atkins, Hammer, Owen)
2. Freakshow- 2:57
3. Dead or Alive - 3:48
4. Die With Your Dreams - 5:24
5. Fly Me Out - 2:54
6. Live Until It Hurts - 3:23
7. Spooked - 3:28
8. Twisted - 3:35
9. If It Can't Be Love - 4:06
10. Never Too Late - 3:24
11. Your Mind Is Where the Money Is - 1:49
12. Hard Luck Woman - 3:20 - (Stanley) (Kiss Cover)
13. The One That Should Not Be - 6:37

### Tracce bonus (solo Giappone)
- 14. A Love And A Fiction - 4:27
- 15. Crazy Horses - 3:47 - (The Osmonds Cover)
- 16. Where The Blood Runs Deep - 4:27

## Formazione
- Ronnie Atkins – voce
- Ken Hammer - chitarra
- Kenn Jackson - basso
- Michael Fast – batteria